# James Kent

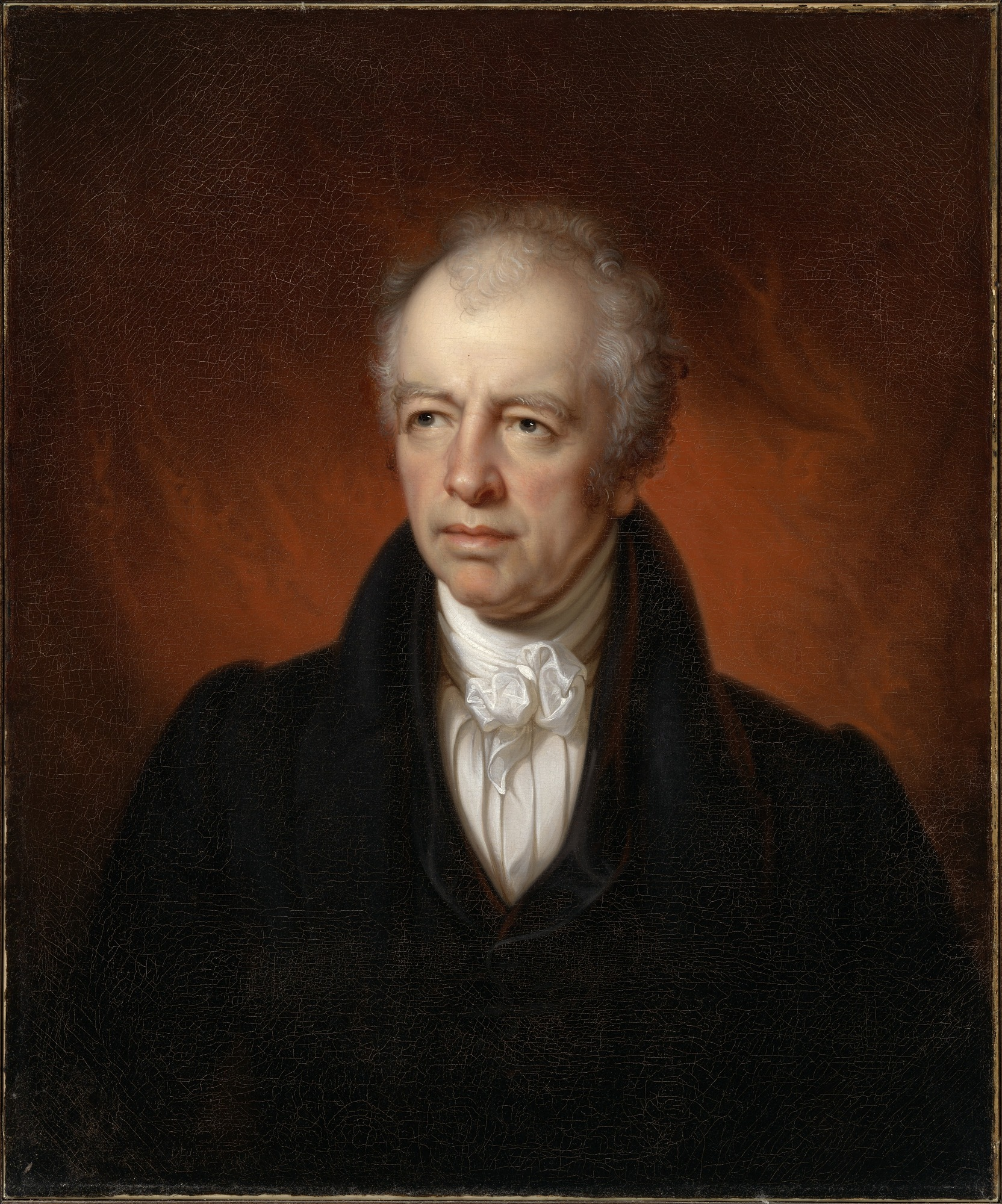
James Kent, gemalt von Rembrandt Peale (1835)

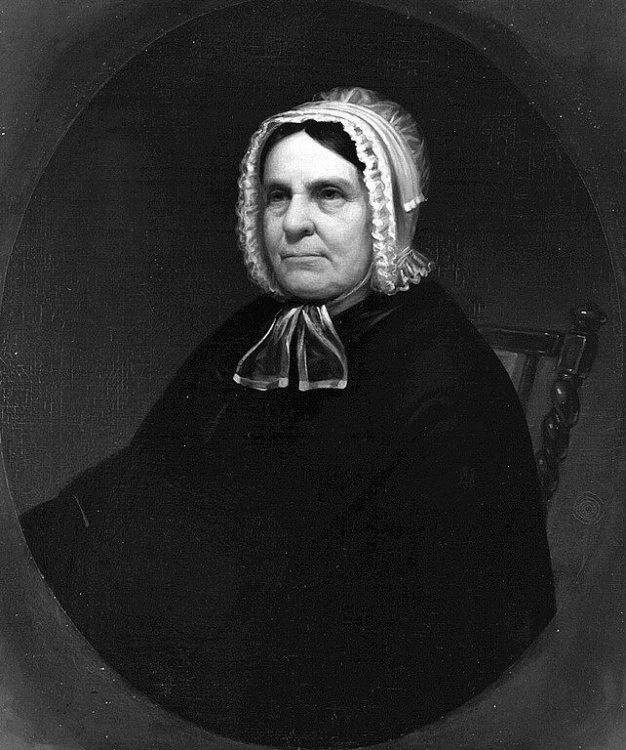
Elizabeth Bailey Kent, gemalt von Daniel Huntington

James Kent (* 31. Juli 1763 in Fredericksburg; † 12. Dezember 1847 in Kent, New York) war ein britisch-amerikanischer Jurist, Rechtsgelehrter, Politiker und Hochschullehrer.

## Leben
Als Sohn des Rechtsanwalts Moss Kent aus Dutchess County besuchte Kent das Yale College, wo er maßgeblich am Aufbau der Phi Beta Kappa Fraternity (dt. Studentenverbindung) beteiligt war. Nach seinem Abschluss 1781 eröffnete er 1785 eine eigene Anwaltskanzlei in Poughkeepsie. Von 1791 bis 1793 war Kent Abgeordneter in der New York State Assembly. Nach seinem Umzug nach New York City ernannte ihn Gouverneur John Jay zum Richter am New York Court of Chancery.
Ebenfalls 1793 wurde Kent als erster Professor für Rechtswissenschaften an das College der Columbia University berufen. 1796/97 kehrte er in die New York Assembly zurück, bevor er 1798 zum Richter am Obersten Gerichtshof des Staates New York ernannt wurde, dessen Vorsitz er ab 1804 innehatte. Ab 1814 übernahm er zusätzlich das Amt des Chancellor of New York. 1821 nahm Kent an der verfassunggebenden Versammlung New Yorks teil. Zwei Jahre später, nach Erreichen der gesetzlichen Altersgrenze, trat Kent in den Ruhestand. Von 1824 bis 1826 war er erneut als Professor an der Columbia University tätig. Anschließend arbeitete er an der Fertigstellung seiner bekanntesten rechtswissenschaftlichen Arbeit, den Commentaries on American Law. In diesem zwischen 1826 und 1830 erschienenen vierbändigen Werk sind neben dem Staatsrecht auch völkerrechtliche sowie Fragen des allgemeinen Persönlichkeitsrechts und des Besitzes behandelt. Schon zu Lebzeiten Kents erschien das Werk in sechs Auflagen.
Im Jahr 1829 wurde er zum Mitglied der American Philosophical Society gewählt.
Zwischen 1837 und 1847 lebte Kent mit seiner Ehefrau Elizabeth Bailey Kent (1768–1851), mit der er seit seinem 21. Lebensjahr verheiratet war, in einfachsten Verhältnissen in Summit (New Jersey). Am 12. Dezember 1847 starb er im Alter von 74 Jahren in Kent, New York. Neben seiner Ehefrau hinterließ er die Töchter Elizabeth und Mary sowie den Sohn William (1802–1861), der ebenfalls Richter wurde.

## Gedenken
Kent County (Michigan) ist ebenso nach James Kent benannt, wie das Chicago-Kent College of Law. Das ehemalige Wohnhaus Kents in Summit besteht noch heute und ist in ein größeres Anwesen integriert.
Sowohl das von Rembrandt Peale im Jahr 1835 gemalte Porträt James Kents als auch das von Daniel Huntington geschaffene Porträtgemälde von Elizabeth Bailey Kent sind Bestandteil der Sammlung der National Portrait Gallery in Washington, D.C.

## Werke
- James Kent: Commentaries on American Law. 2nd edition. Volume I  Publisher: O. Halsted, New York 1832 (insgesamt 4 Bände)
- James Kent: Commentaries on American Law
- Bücher von "Kent, James, 1763-1847" im Internet Archive